# Majiang
Majiang, tidigare stavat Makiang, är ett härad i Qiandongnan, en autonom prefektur för miao och dong-folken i Guizhou-provinsen i sydvästra Kina.